# Aborichthys
Aborichthys es un género de lochas de piedra que se encuentran en arroyos de la India y una especie también se encuentra en Myanmar. 

## Especies
Hay 10 especies reconocidas en este género:
- Aborichthys bajpaii (Singh y Kosygin, 2022) [2]
- Aborichthys boutanensis ( Mcclelland, 1842) [3]
- Aborichthys cataracta Arunachalam, Raja, Malaiammal & Mayden, 2014 [4]
- Aborichthys elongatus Hora, 1921
- Aborichthys garoensis Hora, 1925
- Aborichthys iphipaniensis Kosygin, Gurumayum, P. Singh & Chowdhury, 2019 [5]
- Aborichthys kempi Chaudhuri, 1913
- Aborichthys rosammai N. Sen, 2009
- Aborichthys tikaderi Barman, 1985
- Aborichthys uniobarensis Prasanta Nanda, Krima Queen Machahary, Lakpa Tamang y Debangshu Narayan Das, 2021 [6]
- Aborichthys verticauda Arunachalam, Raja, Malaiammal y Mayden, 2014 [4]
- Aborichthys waikhomi Kosygin, 2012 [7]